# Natação no Campeonato Mundial de Esportes Aquáticos de 2009 - 50 m costas masculino
A prova dos 50 metros costas masculino da natação no Campeonato Mundial de Esportes Aquáticos de 2009 ocorreu nos dias 1 e 2 de agosto no Stadio del Nuoto em Roma.

## Recordes
Antes desta competição, os recordes mundiais e do campeonato nesta prova eram os seguintes:
| Tipo                  | Atleta          | Tempo | Local     | Data                  | Ref |
| --------------------- | --------------- | ----- | --------- | --------------------- | --- |
|                       | Randall Bal     | 24,33 | Eindhoven | 5 de dezembro de 2008 | ver |
| Recorde do campeonato | Thomas Rupprath | 24,80 | Barcelona | 27 de julho de 2003   | ver |

## Medalhistas
| Ouro               | Prata            | Bronze                 |
| Liam Tancock (GBR) | Junya Koga (JPN) | Gerhard Zandberg (RSA) |

## Resultados

### Eliminatórias
Estes são os resultados das eliminatórias:
| Pos. | Atleta                     | Tempo | Bateria | Raia | Notas                 |
| ---- | -------------------------- | ----- | ------- | ---- | --------------------- |
| 1    | BRA Guilherme Guido        | 24.49 | 13      | 4    | Recorde do campeonato |
| 2    | ESP Aschwin Wildeboer      | 24.50 | 14      | 5    |                       |
| 3    | FRA Camille Lacourt        | 24.52 | 13      | 5    |                       |
| 4    | GBR Liam Tancock           | 24.55 | 15      | 8    |                       |
| 5    | JPN Junya Koga             | 24.57 | 15      | 4    |                       |
| 6    | GER Helge Meeuw            | 24.60 | 14      | 4    |                       |
| 7    | RSA Gerhard Zandberg       | 24.68 | 13      | 8    |                       |
| 8    | SUI Flori Lang             | 24.75 | 14      | 3    |                       |
| 9    | ESP Juan Miguel Rando      | 24.77 | 13      | 3    |                       |
| 10   | ISR Guy Markus Barnea      | 24.79 | 14      | 9    |                       |
| 11   | GRE Aristeidis Grigoriadis | 24.80 | 15      | 7    |                       |
| 12   | JPN Ryosuke Irie           | 24.87 | 15      | 6    |                       |
| 13   | GER Thomas Rupprath        | 24.92 | 15      | 5    |                       |
| 14   | BRA Daniel Orzechowski     | 24.97 | 14      | 8    |                       |
| 14   | AUS Ashley Delaney         | 24.97 | 15      | 3    |                       |
| 16   | ITA Mirco Di Tora          | 25.01 | 14      | 6    |                       |
| 17   | NED Nicolaas Driebergen    | 25.08 | 14      | 7    |                       |
| 18   | ITA Enrico Catalano        | 25.10 | 13      | 7    |                       |
| 19   | USA Mattew Grevers         | 25.13 | 15      | 1    |                       |
| 20   | CAN Pascal Wollach         | 25.23 | 13      | 1    |                       |
| 21   | LTU Vytautas Janusaitis    | 25.24 | 11      | 5    |                       |
| 22   | USA Aaron Peirsol          | 25.30 | 14      | 1    |                       |
| 23   | NZL Daniel Bell            | 25.31 | 13      | 2    |                       |
| 24   | FRA Benjamin Stasiulis     | 25.32 | 13      | 6    |                       |
| 25   | ROU Razvan Ionut Florea    | 25.34 | 14      | 2    |                       |
| 26   | RUS Arkady Vyatchanin      | 25.36 | 15      | 2    |                       |
| 27   | RSA Charl Van Zyl          | 25.39 | 13      | 0    |                       |
| 28   | IRL Karl Burdis            | 25.40 | 9       | 6    |                       |
| 29   | GBR Marco Loughran         | 25.44 | 12      | 6    |                       |
| 30   | BLR Pavel Sankovich        | 25.53 | 12      | 3    |                       |

| Ver o restante da classificação | Ver o restante da classificação | Ver o restante da classificação | Ver o restante da classificação | Ver o restante da classificação | Ver o restante da classificação | Ver o restante da classificação |
| Pos.                            | Atleta                          | Tempo                           | Bateria                         | Raia                            | Notas                           |                                 |
| ------------------------------- | ------------------------------- | ------------------------------- | ------------------------------- | ------------------------------- | ------------------------------- | ------------------------------- |
| 31                              | RUS Stanislav Donets            | 25.54                           | 12                              | 4                               |                                 |                                 |
| 32                              | KOR Min Sung                    | 25.57                           | 15                              | 0                               |                                 |                                 |
| 33                              | AUT Markus Rogan                | 25.59                           | 15                              | 9                               |                                 |                                 |
| 34                              | CAN Jake Tapp                   | 25.68                           | 12                              | 9                               |                                 |                                 |
| 35                              | KOR Doohee Jeong                | 25.77                           | 10                              | 6                               |                                 |                                 |
| 36                              | BEL Bruno Claeys                | 25.84                           | 13                              | 9                               |                                 |                                 |
| 37                              | ISR Nadav Kochavi               | 25.94                           | 11                              | 6                               |                                 |                                 |
| 38                              | UZB Danil Bugakov               | 25.97                           | 12                              | 7                               |                                 |                                 |
| 39                              | CHN Feiyi Cheng                 | 26.01                           | 12                              | 2                               |                                 |                                 |
| 40                              | TUR Derya Buyukuncu             | 26.07                           | 11                              | 0                               |                                 |                                 |
| 41                              | POL Radoslaw Kawecki            | 26.08                           | 14                              | 0                               |                                 |                                 |
| 42                              | EST Andres Olvik                | 26.11                           | 10                              | 7                               |                                 |                                 |
| 43                              | POL Krzysztof Jankiewicz        | 26.19                           | 12                              | 5                               |                                 |                                 |
| 44                              | IRL Donal O'neill               | 26.29                           | 12                              | 0                               |                                 |                                 |
| 45                              | CUB Pedro Medel                 | 26.35                           | 10                              | 5                               |                                 |                                 |
| 46                              | CZE Tomas Fucik                 | 26.40                           | 9                               | 2                               |                                 |                                 |
| 47                              | SLO Robi Zbogar                 | 26.41                           | 10                              | 4                               |                                 |                                 |
| 48                              | CHN Yu Zhang                    | 26.42                           | 11                              | 7                               |                                 |                                 |
| 49                              | LUX Jean-Francois Schneiders    | 26.54                           | 12                              | 8                               |                                 |                                 |
| 50                              | KEN David Dunford               | 26.62                           | 8                               | 6                               |                                 |                                 |
| 51                              | EST Kaspar Raigla               | 26.63                           | 9                               | 8                               |                                 |                                 |
| 52                              | AUT Erwin Dokter                | 26.68                           | 11                              | 3                               |                                 |                                 |
| 53                              | MAR Kouam Amine                 | 26.69                           | 11                              | 8                               |                                 |                                 |
| 54                              | SIN Kai Wee Rainer Ng           | 26.70                           | 10                              | 8                               |                                 |                                 |
| 55                              | LTU Mindaugas Sadauskas         | 26.71                           | 7                               | 7                               |                                 |                                 |
| 56                              | LAT Konstantins Blohins         | 26.72                           | 8                               | 2                               |                                 |                                 |
| 57                              | LAT Andrejs Duda                | 26.84                           | 8                               | 1                               |                                 |                                 |
| 58                              | CHI Oliver Elliot Banados       | 26.94                           | 9                               | 5                               |                                 |                                 |
| 59                              | ZIM Nicholas James              | 27.01                           | 7                               | 9                               |                                 |                                 |
| 60                              | KAZ Stanislav Ossinskiy         | 27.06                           | 11                              | 1                               |                                 |                                 |
| 61                              | CUB David Rodriguez             | 27.07                           | 9                               | 4                               |                                 |                                 |
| 62                              | TRI Christian Homer             | 27.10                           | 9                               | 9                               |                                 |                                 |
| 62                              | MEX Miguel Robles               | 27.10                           | 10                              | 1                               |                                 |                                 |
| 64                              | MDA Artiom Gladun               | 27.13                           | 10                              | 2                               |                                 |                                 |
| 65                              | URU Nicolas Francia Vina        | 27.29                           | 11                              | 4                               |                                 |                                 |
| 66                              | INA Glenn Victor Sutanto        | 27.32                           | 11                              | 9                               |                                 |                                 |
| 67                              | HKG Geoffrey Robin Cheah        | 27.36                           | 8                               | 4                               |                                 |                                 |
| 68                              | VIE Long Do Huy                 | 27.39                           | 8                               | 5                               |                                 |                                 |
| 68                              | ZIM Grant Beahan                | 27.39                           | 8                               | 0                               |                                 |                                 |
| 70                              | TUR Doga Celik                  | 27.51                           | 10                              | 9                               |                                 |                                 |
| 71                              | DOM Jean Luis Gomez             | 27.58                           | 7                               | 3                               |                                 |                                 |
| 72                              | FRO Kari J. Hoevdanum A         | 27.65                           | 8                               | 9                               |                                 |                                 |
| 73                              | CGO EmileRony Bakale            | 27.70                           | 8                               | 8                               |                                 |                                 |
| 74                              | THA Radomyos Matjiur            | 27.73                           | 10                              | 0                               |                                 |                                 |
| 75                              | SRI Heshan B. Unamboowe         | 27.83                           | 7                               | 1                               |                                 |                                 |
| 75                              | GUA Fernando Castellanos        | 27.83                           | 7                               | 8                               |                                 |                                 |
| 77                              | KGZ Yury Zaharov                | 27.94                           | 10                              | 3                               |                                 |                                 |
| 78                              | ZAM Zane Jordan                 | 27.95                           | 6                               | 2                               |                                 |                                 |
| 79                              | UAE Mohammed Al Ghaferi         | 28.05                           | 6                               | 3                               |                                 |                                 |
| 80                              | MAC Tong Antonio                | 28.15                           | 8                               | 7                               |                                 |                                 |
| 81                              | AZE Boris Kirillov              | 28.36                           | 6                               | 4                               |                                 |                                 |
| 82                              | NAM Byron Briedenhann           | 28.38                           | 6                               | 9                               |                                 |                                 |
| 83                              | CAY Brett Fraser                | 28.47                           | 6                               | 6                               |                                 |                                 |
| 84                              | ANG Joao Matias                 | 28.48                           | 7                               | 0                               |                                 |                                 |
| 85                              | NGR Samson Focados Opuakpo      | 28.57                           | 5                               | 6                               |                                 |                                 |
| 85                              | ARM Khachik Plavchyan           | 28.57                           | 7                               | 6                               |                                 |                                 |
| 87                              | TPE ChaoLin Tsung               | 28.62                           | 9                               | 0                               |                                 |                                 |
| 88                              | LIB Abbas Raad                  | 28.70                           | 6                               | 0                               |                                 |                                 |
| 89                              | CRC Mario Montoya               | 28.85                           | 6                               | 5                               |                                 |                                 |
| 90                              | MAD Erik Rajohnson              | 28.90                           | 9                               | 3                               |                                 |                                 |
| 91                              | SUR Marcelino Richaards         | 29.16                           | 6                               | 1                               |                                 |                                 |
| 92                              | MRI Ronny Vencatachellum        | 29.18                           | 5                               | 5                               |                                 |                                 |
| 93                              | AZE Tural Abbasov               | 29.28                           | 7                               | 4                               |                                 |                                 |
| 94                              | PAK Faiz Muhammad               | 29.33                           | 5                               | 8                               |                                 |                                 |
| 95                              | GRN Nicholas Coard              | 29.60                           | 5                               | 1                               |                                 |                                 |
| 96                              | SEN Matar Samb                  | 29.61                           | 5                               | 4                               |                                 |                                 |
| 97                              | LCA JeanLuc Augier              | 29.66                           | 4                               | 1                               |                                 |                                 |
| 98                              | FSM Kerson Hadley               | 29.71                           | 3                               | 4                               |                                 |                                 |
| 99                              | MNP Kailan Staal                | 29.75                           | 4                               | 6                               |                                 |                                 |
| 100                             | TKM Andrey Molchanov            | 29.76                           | 3                               | 2                               |                                 |                                 |
| 101                             | MLT Mark Sammut                 | 29.82                           | 5                               | 9                               |                                 |                                 |
| 102                             | PYF Heimanu Sichan              | 29.99                           | 5                               | 7                               |                                 |                                 |
| 102                             | MAC Pok Man Ngou                | 29.99                           | 12                              | 1                               |                                 |                                 |
| 104                             | PYF Rainui Teriipaia            | 30.15                           | 5                               | 2                               |                                 |                                 |
| 105                             | ZAM Milimo Mweetwa              | 30.18                           | 4                               | 5                               |                                 |                                 |
| 106                             | MOZ Ivo Chilaule                | 30.35                           | 2                               | 4                               |                                 |                                 |
| 107                             | MGL Batsaikhan Dulguun          | 30.41                           | 6                               | 8                               |                                 |                                 |
| 108                             | PNG Peter Popahun Pokawin       | 30.56                           | 4                               | 7                               |                                 |                                 |
| 109                             | ANG Carlos Alberto              | 30.64                           | 4                               | 4                               |                                 |                                 |
| 110                             | NGR Pepelate Gbagi              | 30.83                           | 4                               | 9                               |                                 |                                 |
| 111                             | FIJ Douglas Miller              | 30.95                           | 3                               | 1                               |                                 |                                 |
| 112                             | MRI Mathieu Gilles Marquet      | 31.18                           | 4                               | 3                               |                                 |                                 |
| 113                             | GUA Gary Pineda                 | 31.46                           | 3                               | 3                               |                                 |                                 |
| 114                             | HON Juan Carlos Sikaffy Diaz    | 31.47                           | 4                               | 2                               |                                 |                                 |
| 115                             | GUY Henk Aloysius Lowe          | 31.53                           | 1                               | 2                               |                                 |                                 |
| 116                             | PNG Daniel Kevin Pryke          | 31.55                           | 3                               | 8                               |                                 |                                 |
| 117                             | TKM Timur Atahanov              | 31.58                           | 3                               | 7                               |                                 |                                 |
| 118                             | MOZ Patricio Vera               | 31.66                           | 7                               | 2                               |                                 |                                 |
| 119                             | BRU Kent Chung Siu              | 31.74                           | 3                               | 5                               |                                 |                                 |
| 120                             | ALB Mario Sulkja                | 31.88                           | 5                               | 0                               |                                 |                                 |
| 121                             | IRQ Saif Alaslam Saeed Al-Saadi | 32.22                           | 2                               | 0                               |                                 |                                 |
| 122                             | MHL Jake Villarreal             | 32.26                           | 2                               | 6                               |                                 |                                 |
| 123                             | FIJ Elaijie Erasito             | 32.82                           | 3                               | 0                               |                                 |                                 |
| 124                             | SWZ Quenton Dupont              | 33.07                           | 2                               | 3                               |                                 |                                 |
| 125                             | MDV Mohamed Mujahid             | 34.06                           | 2                               | 7                               |                                 |                                 |
| 126                             | MDV Shameel Ibrahim             | 34.66                           | 2                               | 2                               |                                 |                                 |
| 127                             | TAN Omar Abdalla                | 37.84                           | 2                               | 9                               |                                 |                                 |
| 128                             | BDI Nsumizi Alain Boris         | 39.17                           | 3                               | 6                               |                                 |                                 |
| 129                             | TAN Said Seba                   | 43.64                           | 1                               | 4                               |                                 |                                 |
| 130                             | BEN Isidore Lokossou Kpobli     | 46.10                           | 1                               | 1                               |                                 |                                 |

### Semifinal
Estes são os resultados das semifinais:
| Pos. | Atleta                     | Bateria | Raia | Tempo | Notas           |
| ---- | -------------------------- | ------- | ---- | ----- | --------------- |
| 1    | GBR Liam Tancock           | 1       | 5    | 24.08 | Recorde mundial |
| 2    | JPN Junya Koga             | 2       | 3    | 24.29 |                 |
| 3    | FRA Camille Lacourt        | 2       | 5    | 24.46 |                 |
| 4    | ESP Aschwin Wildeboer      | 1       | 4    | 24.48 |                 |
| 5    | GER Helge Meeuw            | 1       | 3    | 24.59 |                 |
| 6    | RSA Gerhard Zandberg       | 2       | 6    | 24.68 |                 |
| 7    | ITA Mirco Di Tora          | 1       | 8    | 24.77 |                 |
| 7    | GRE Aristeidis Grigoriadis | 2       | 7    | 24.77 |                 |
| 9    | SUI Flori Lang             | 1       | 6    | 24.78 |                 |
| 10   | JPN Ryosuke Irie           | 1       | 7    | 24.79 |                 |
| 11   | ESP Juan Miguel Rando      | 2       | 2    | 24.80 |                 |
| 12   | ISR Guy Markus Barnea      | 1       | 2    | 24.81 |                 |
| 13   | GER Thomas Rupprath        | 2       | 1    | 24.87 |                 |
| 14   | BRA Daniel Orzechowski     | 1       | 1    | 24.92 |                 |
| 15   | BRA Guilherme Guido        | 2       | 4    | 24.98 |                 |
| 16   | AUS Ashley Delaney         | 2       | 8    | 25.02 |                 |

### Final
Estes são os resultados da final:
| Pos.              | Atleta                     | Raia | Tempo | Notas           |
| ----------------- | -------------------------- | ---- | ----- | --------------- |
| Medalha de ouro   | GBR Liam Tancock           | 4    | 24.04 | Recorde mundial |
| Medalha de prata  | JPN Junya Koga             | 5    | 24.24 |                 |
| Medalha de bronze | RSA Gerhard Zandberg       | 7    | 24.34 |                 |
| 4                 | ESP Aschwin Wildeboer      | 6    | 24.57 |                 |
| 5                 | FRA Camille Lacourt        | 3    | 24.61 |                 |
| 6                 | GER Helge Meeuw            | 2    | 24.63 |                 |
| 7                 | GRE Aristeidis Grigoriadis | 8    | 24.87 |                 |
| 8                 | ITA Mirco Di Tora          | 1    | 25.15 |                 |

## Novos recordes
| Tipo                  | Atleta       | Tempo | Local | Data                | Ref |
| --------------------- | ------------ | ----- | ----- | ------------------- | --- |
|                       | Liam Tancock | 24.04 | Roma  | 2 de agosto de 2009 | ver |
| Recorde do campeonato | Liam Tancock | 24.04 | Roma  | 2 de agosto de 2009 | ver |

Legenda
| Recorde mundial       | Recorde mundial (World record)               |                       | Recorde africano                      | Recorde africano (African) |                                           | Q | Classificado por posição (Qualified) |
| Recorde do campeonato | Recorde do campeonato (Championship record)  | Recorde da América    | Recorde da América (Americas)         | q                          | Classificado por melhor tempo (Qualified) |   |                                      |
| Melhor marca do ano   | Melhor marca do ano (World leading)          | Recorde asiático      | Recorde asiático (Asian)              | DNS                        | Não largou (Did not start)                |   |                                      |
| Recorde nacional      | Recorde nacional (National record)           | Recorde europeu       | Recorde europeu (European)            | DNF                        | Não terminou (Did not finish)             |   |                                      |
| Recorde pessoal       | Recorde pessoal do atleta (Personal best)    | Recorde da Oceania    | Recorde da Oceania (Oceania)          | DSQ / DQ                   | Desclassificado (Disqualified)            |   |                                      |
| Recorde da temporada  | Recorde da temporada do atleta (Season best) | Recorde sul-americano | Recorde sul-americano (South America) | NM                         | Sem marca (No mark)                       |   |                                      |